# 狩野英孝の激写!!パチパチパパラッチ
『狩野英孝の激写!!パチパチパパラッチ』（かのえいこうのげきしゃパチパチパパラッチ）は、ジャンバリ.TVで配信されているパチンコ娯楽番組である。
お笑いタレントの狩野英孝がホールを舞台に、毎回激アツ演出を激写しながらパチンコを打ち、様々な人気パチンコで景品を狙い、視聴者にプレゼントをするために打ちまくるという内容である。番組を忘れて熱が入る事もしばしば。
このパチンコ活動がきっかけで秋田の有名パチンコ店の「TSUCHIZAKI BC」のCMに出演した。